# Рапидум
Рапидум (лат. Dioecesis Rapidensis) — остатки древней римской колонии и форта, которые находятся в современном Алжире.

## История
Римляне построили форт к югу от современного Алжира в течение первого века своего правления в Мавретании между городами Кастелум и Авзия. Это было сделано с целью расширения своего влияния и контроля на Севере Африки. Так вблизи форта появился город на дороге с названием Новая Праентура, которая шла из Нумидии к Мавретании.
Одноименный форт существовал до 201 г. н. э., а город существовал до времени правления императора Аврелиана, когда был разрушен берберскими кочевниками. Позже император Диоклетиан восстановил его в конце III века с огромными зданиями, которые просуществовали до арабских нашествий.
"Существовали две различные части Рапидума: лагерь и город. Лагерь имеет прямоугольную форму с закругленными углами. Она относится к 122 г. н.э. Крепостная ограда состоит из двух стен, которые закрывали город извне. По обе стороны от четырех ворот, по одному на каждой стороне лагеря, стояли сторожевые башни. Город мал в размерах: 28 х 24,5 м. и, соответственно, до классического плана, состоял из трех частей ... В нем было два больших дома, а также небольшие частные бани и семь комнат расположенных вокруг двора. Остальная часть лагеря была занята казармой и термами" Princeton E.

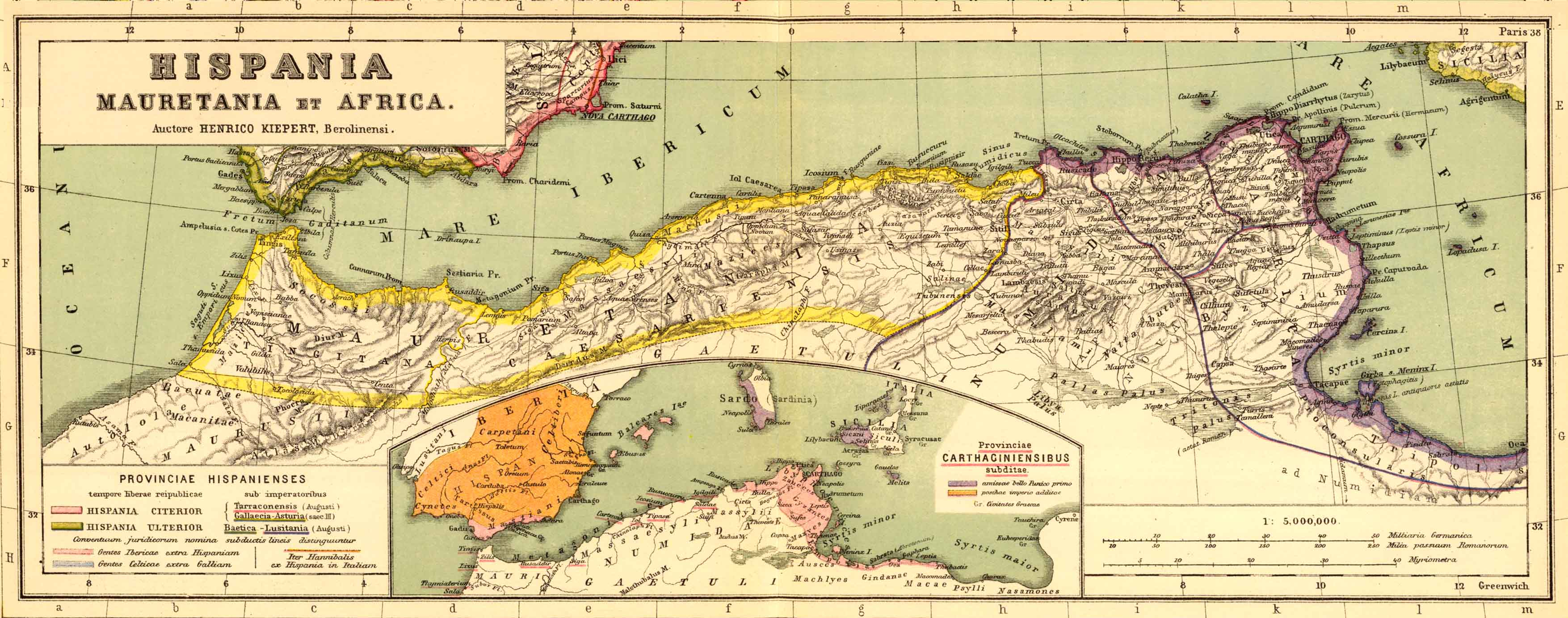
Карта Мавритании и Нумидии

Площадь города составляла 15 га. В правление Марка Аврелия в Рапидуме проживало около 4000 жителей, в основном романизированных берберов. Остатки величественных статуй Юпитера и Минервы свидетельствуют о существовании «Капитолия». Там также, несомненно, был храм Цереры.
Форт был заброшен около 325 г. н. э., в то время как город существовал ещё несколько веков, позже был практически разрушен. После окончательного разрушения города вандалами, Рапидум возобновился, как небольшое христианское село.
Оно исчезло после арабского завоевания Северной Африки в VII веке. Сейчас остаются лишь некоторые руины, раскопанные в 1920-е годы французскими учёными.